# Alexis Delgado
Alexis Nicolás Delgado Navarrete (Concepción, Chile, 31 de diciembre de 1987) es un futbolista chileno. Juega de mediocampista.

## Trayectoria
Alexis Delgado surgió de las inferiores de Huachipato, en las que estuvo desde los 7 años, donde también el año 2006 parte prueba muy joven al Villarreal de España, en el cual no se adaptó, por lo que volvió a Huachipato, alternando titularidad entre 2007 y 2008. 
Luego, parte el año 2009 a Iberia en el cual se convierte en figura partiendo a Primera B de Chile al club de Deportes Copiapó en el año 2011. Después nuevamente es figura crucial en el equipo, el cual igualmente baja a Segunda División Profesional de Chile. 
En el año 2012 es contratado por 2 años en Magallanes, en el cual es titular indiscutido.
Por lo que a final de año pasa a formar parte de un equipo de Primera División de Chile, específicamente en Audax Italiano por los próximos 5 años desde el año 2013.
Con fecha 8 de junio de 2015 se suma al plantel de Deportes Concepción.
Luego de terminar su préstamo con Deportes Concepción, vuelve a Audax Italiano para el Torneo Apertura 2016.

## Clubes
| Club                | País  | Año       | PJ | Goles |
| ------------------- | ----- | --------- | -- | ----- |
| Huachipato          | Chile | 2007-2008 | 12 | 0     |
| Iberia              | Chile | 2009-2010 | 0  | 0     |
| Deportes Copiapó    | Chile | 2011      | 33 | 6     |
| Magallanes          | Chile | 2012      | 28 | 2     |
| Audax Italiano      | Chile | 2013-2015 | 10 | 1     |
| Deportes Concepción | Chile | 2015-2016 | 12 | 1     |
| Audax Italiano      | Chile | 2016-2017 | 5  | 1     |
| Deportes Iberia     | Chile | 2017-Act. | 3  | 0     |